# فلاي بي
فلاي بي (بالإنجليزية: Flybe)‏ هي شركة خطوط جوية إقليمية بريطانية منخفض التكلفة، يقع مقرها في إكستر. إنها تعمل على أكثر من 180 طريق لـ65 مطار أوروبي وهي أكبر خطوط جوية إقليمية في أوروبا وتحمل على متنها أكثر من 7 ملايين مسافر خلال عام 2013. إن مجموعة فلاي بي هي شركة مساهمة عامة وتوظف حوالي 2,600 شخص.
أطلقت في عام 1979 تحت اسم الخطوط الجوية الأوروبية جيرسي، ثم تم تغيير اسم الخطوط الجوية في وقت لاحق إلى البريطانية الأوروبية، ثم فلاي بي. استغرق الأمر أكثر من اتصال بي.أ في 2007 لإنشاء مجموعة فلاي بي.

## التاريخ
بدأت فلاي بي عملها في 1 تشرين الثاني / نوفمبر عام 1979 كالخطوط الجوية الأوروبية جيرسي نتيجة لاندماج جيرسي ومقرها الخطوط الجوية إنترا وبورنموث ومقرها إكسبرس للخدمات الجوية،, وقد أسسها جون هابين، وهو من سكان جيرسي والمستثمر في الأغلبية. ثم تم تشغيل شركتي الخطوط الجوية على حدة، مع إدارة مشتركة جزئياً، حتى عام 1985 عندما اندمجت تحت اسم الأوروبية جيرسي، ونقل المقر الرئيسي للخطوط الجوية إلى إكستر .
أصبحت الخطوط الجوية الأوروبية البريطانية في حزيران / يونيو 2000، واختصار هذا الاسم بفلاي بي في 18 تموز / يوليو 2002، وإعادة تموضع نفسها على أنها خطوط جوية كاملة الخدمة، منخفضة التكلفة.

## شؤون الشركة

### الملكية والهيكل
استخدم شعار الأوروبية جيرسي السابق، من 1991-2000
إن فلاي بي هي شركة مساهمة عامة، مدرجة في بورصة لندن ( LSE : FLYB ). حتى تشرين الثاني / نوفمبر 2013، كان المساهم الرئيسي، مع نسبة 48.1٪ من أسهم الشركة، هو روسدل للطيران القابضة المحدودة، الممثل للشركات من أمناء تسوية جاك ووكر عام 1987، والتي تأسست من قبل الراحل جاك ووكر، الذي شارك في تطوير فلاي بي في وقت مبكر.
تضم مجموعة فلاي بي خدمات الطيران فلاي بي (الهندسة والصيانة)، أكاديمية فلاي بي للتدريب (الهندسة وتدريب طاقم الطائرة)، فلاي بي المملكة المتحدة (عمليات الخطوط الجوية) وفلاي بي أوروبا، الشركة القابضة لجميع العمليات الأوروبية، والتي تتألف حالياً من فلاي بي نورديك.

### الاتجاهات التجارية
تظهر الاتجاهات لمجموعة فلاي بي خلال السنوات الأخيرة أدناه (في السنة المنتهية في 31 آذار / مارس):

## الأسطول

### الأسطول الحالي
اعتبارا من شهر شباط / فبراير عام 2015، يشمل أسطول فلاي بي الطائرات التالية (وليس بما في ذلك الامتيازات).

## أسطول فلاي بي

### طلبيات شراء الطائرات
- في 6 حزيران / يونيو 2005، وضعت فلاي بي طلباً 14 طائرة امبراير E-195 بالإضافة إلى خيارات على 12 طائرة إضافية. كانت فلاي بي العميل الأول في جميع أنحاء العالم لامبراير E-195.
- في 14 حزيران / يونيو 2005، قامت فلاي بي بتحويل خيارات أربعة بومباردييه داش 8 Q400 الموجودة إلى طلبيات مؤكدة ليصل أسطولها من 45 طائرة إلى Q400s عندما تم تسليمها.

## المقصورة والخدمة على متن الرحلة
تقوم فلاي بي بتوظف مقاعد جلوس مخصصة على جميع الرحلات ويكون للمسافرين الخيار لاختيار المقعد على الانترنت في وقت مبكر. يحصل أصحاب تذكرة إيكونومي بلس على شراب وجبة خفيفة مجانية، الدخول إلى صالات فلاي بي التنفيذية، مقعد مجاني محجوز مسبقاً وأولوية تسجيل الوصول. لمسافري الدرجة الاقتصادية، تقوم الخطوط الجوية بتشغيل برنامج الشراء على متن الرحلة، الذي يدعى "ديلي في السماء"، ويقدم الطعام والشراب للشراء.

## وصلات خارجية
- الموقع الإلكتروني